# Degré jour de croissance
Pour l’article homonyme, voir Degré jour unifié.
Le degré jour de croissance (DJ) est une mesure empirique utilisée pour calculer l'accumulation de chaleur qui sert à estimer la durée d'un développement biologique tel que la croissance d'une plante ou l'incubation d'œufs de poissons, d'insectes ou de vertébrés poïkilothermes, en tenant compte de la température. Cette notion est particulièrement utilisée dans le domaine de l'agronomie et de la pisciculture.
Une variation consiste dans la somme des températures pour prairie (ou règle des 200° C jours cumulées pour le premier apport d’azote) pour déterminer le départ de la végétation des prairies au printemps. 

## Principe
En l'absence d'évènements perturbateurs tels que sécheresse, grand froid ou maladie, les plantes poussent de manière cumulative par étapes fortement influencées par la température ambiante. Les horticulteurs, jardiniers et agriculteurs peuvent donc grâce au calcul des degrés jour prédire les dates d'apparition des ravageurs (pour traiter au bon moment), la date à laquelle une plante fleurira (pour arroser, apporter de l'engrais ou gérer les fécondations croisées au bon moment) ou la date à laquelle une culture atteindra sa maturité (pour récolter au bon moment).
Dans le domaine piscicole, le degré jour permet de déterminer la date d’éclosion. L’incubation dépend de la température de l’eau et selon les espèces peut varier de quelques heures à trois mois. Ainsi l’œuf de truite qui a besoin de 410 degrés jour mettra 82 jours pour éclore à 5 °C et seulement 41 jours à 10 °C.

## Formule de calcul
Pour calculer la valeur du nombre de degrés jour, il faut établir une température de base (6 °C pour le maïs ou 0 °C pour le blé par exemple), puis noter les températures maximale et minimale d'une journée. Dès lors, la valeur du degré jour se calcule ainsi :
{\displaystyle DJ={\frac {T_{\mathrm {max} }+T_{\mathrm {min} }}{2}}-T_{\mathrm {base} }.}
La croissance biologique est généralement nulle en dessous de la température de base (zéro de végétation). Par ailleurs, chez les insectes et les plantes, la croissance maximale est atteinte vers 30 °C. Donc, pour assurer la validité de la formule, la température minimale ne peut jamais être en dessous de la température de base, alors que la température maximale dépasse rarement 30 °C. En effet, si la température est trop élevée, la croissance est ralentie car les plantes pour supporter ces fortes températures ferment leurs stomates pour ne pas perdre trop d’eau d’où moins d'évapotranspiration.
Par exemple, une journée ayant atteint une température maximale de 26 °C et une température minimale de 12 °C :
- avec une température de base de 6 °C, cette journée contribue pour 13 DJ à la croissance de la plante :

{\displaystyle {\frac {26+12}{2}}-6=13}
- avec une température de base de 10 °C, cette journée contribue pour 9 DJ à la croissance de la plante :

{\displaystyle {\frac {26+12}{2}}-10=9.}

## Températures de base
La température de base est généralement la température en dessous de laquelle la croissance des plantes est de zéro (zéro de végétation).
10 °C est la température de base la plus courante pour le calcul des DJ, toutefois, la base optimale est souvent déterminée en fonction du cycle de vie de la plante ou insecte en question comme :
- 6 °C pour les abeilles[1] ;
- 7 °C pour les Diabrotica, chrysomèle des racines du maïs et la punaise velue (Blissus leucopterus hirtus) ;
- 9 °C pour le charançon de la luzerne ;
- 10 °C pour le scarabée japonais et la pyrale du maïs, température couramment utilisée pour les insectes qui se nourrissent de plantes ligneuses ;
- 11 °C pour le charançon du pâturin annuel ;
- 13 °C pour le hanneton européen.

Un traitement avec un insecticide au bon moment selon la table de degrés-jour permet de faire en sorte que le traitement soit complètement efficace.
Pour les températures de base des plantes, voir article Zéro de végétation.

## Somme de températures
La somme des températures est la quantité de chaleur nécessaire au développement d’une plante.
Pour déterminer si une plante a atteint un stade phénologique donné (pousse des feuilles, tallage, floraison, fructification, maturité), il suffit d'additionner les degrés jours (DJ) pendant sa période de croissance et de comparer avec un tableau de valeurs.
Par exemple, il faut en moyenne 30 degrés jour (base 0) pour que le blé germe, soit 3 jours à 10 °C ou 10 jours à 3 °C. Les autres stades du blé se succèdent en moyenne comme suit :
- semis – levée : 180-200 DJ ;
- semis – début tallage : 550 DJ ;
- semis – épi 1 cm : 1 100 DJ ;
- semis – 2 nœuds : 1 300 DJ ;
- semis – épiaison : 2 000 DJ ;
- semis – grain pâteux : 2 800 DJ.

C'est pour cette raison que plus la température est élevée (sans dépasser 30 °C), plus la croissance est rapide. Et inversement. Sous réserve qu'il n'y ait pas d'autres facteurs limitant comme le manque d'eau ou des périodes de gel.

### Exemples
La somme de température nécessaire à la croissance est différente pour chaque espèce végétale et même pour chaque variété d'une même espèce selon qu'elle est précoce ou tardive et selon le type de sol et les conditions d'irrigations mais on peut donner les valeurs indicatives suivantes :
| Nom commun              | Nom latin              | Moyenne de degrés jour (DJ) nécessaires (en base 0 °C) | Description                     |
| ----------------------- | ---------------------- | ------------------------------------------------------ | ------------------------------- |
| Hamamélis               | Hamamelis spp.         | 01                                                     | Début de floraison              |
| Érable rouge            | Acer rubrum            | 25                                                     | Début de floraison              |
| Forsythia               | Forsythia spp.         | 25                                                     | Début de floraison              |
| Érable à sucre          | Acer saccharum         | 25                                                     | Début de floraison              |
| Érable de Norvège       | Acer platanoides       | 40                                                     | Début de floraison              |
| Frêne blanc             | Fraxinus americana     | 40                                                     | Début de floraison              |
| Pommier                 | Malus spp.             | 65                                                     | Début de floraison              |
| Genêt à balais          | Cytisus scoparius      | 65                                                     | Début de floraison              |
| Marronnier              | Aesculus hippocastanum | 95                                                     | Début de floraison              |
| Lilas                   | Syringa vulgaris       | 95                                                     | Début de floraison              |
| Prunier                 | Prunus spp.            | 95                                                     | Pleine floraison                |
| Robinier                | Robinia pseudoacacia   | 150                                                    | Début de floraison              |
| Catalpa                 | Catalpa speciosa       | 290                                                    | Début de floraison              |
| Troène                  | Ligustrum spp.         | 360                                                    | Début de floraison              |
| Sureau                  | Sambucus canadensis    | 360                                                    | Début de floraison              |
| Sumac                   | Rhus typhina           | 475                                                    | Début de floraison              |
| Arbre aux papillons     | Buddleia davidii       | 600                                                    | Début de floraison              |
| soja                    | glycine max            | 1 440 (base 6 °C)                                      | Maturité                        |
| lupin                   | lupinus albus          | 1 600 (base 3)                                         | Maturité                        |
| pomme de terre          | solanum tuberosum      | 1 650 (base 6)                                         | Maturité                        |
| Maïs précoce            | Zea mays               | 1 500                                                  | Maturité                        |
| Maïs tardif             | Zea mays               | 2 000                                                  | Maturité                        |
| Haricots                | Phaseolus vulgaris     | 1 200                                                  | Maturité                        |
| Betterave               | Beta vulgaris          | 130                                                    | Levée                           |
| Betterave               | Beta vulgaris          | 1 450                                                  | Maturité                        |
| Orge                    | Hordeum vulgare        | 140                                                    | Levée                           |
| Orge de printemps       | Hordeum vulgare        | 1 500                                                  | Maturité                        |
| Orge d'hiver            | Hordeum vulgare        | 2 000                                                  | Maturité                        |
| Blé tendre              | Triticum aestivum      | 160                                                    | Levée                           |
| Blé tendre de printemps | Triticum aestivum      | 1 600                                                  | Maturité                        |
| Avoines                 | Avena sativa           | 1 625                                                  | Maturité                        |
| Pyrale du maïs          | Ostrinia nubilalis     | 200                                                    | Émergence des premières pyrales |

Il existe trois grands types d’espèces de plantes : des espèces d’hiver, semées à l’automne, dont le cycle s’étale de la fin août (colza) ou tout début octobre (blé) jusqu’à l’été (juin à mi-août), des espèces de printemps semées, selon les régions, entre avril et mai avec des récoltes de fin septembre à fin octobre, et enfin des espèces pérennes comme la vigne dont la période entre floraison et maturité est positionnée de façon intermédiaire entre les deux types précédents.